# Lasar Fjodorowitsch Bitscherachow

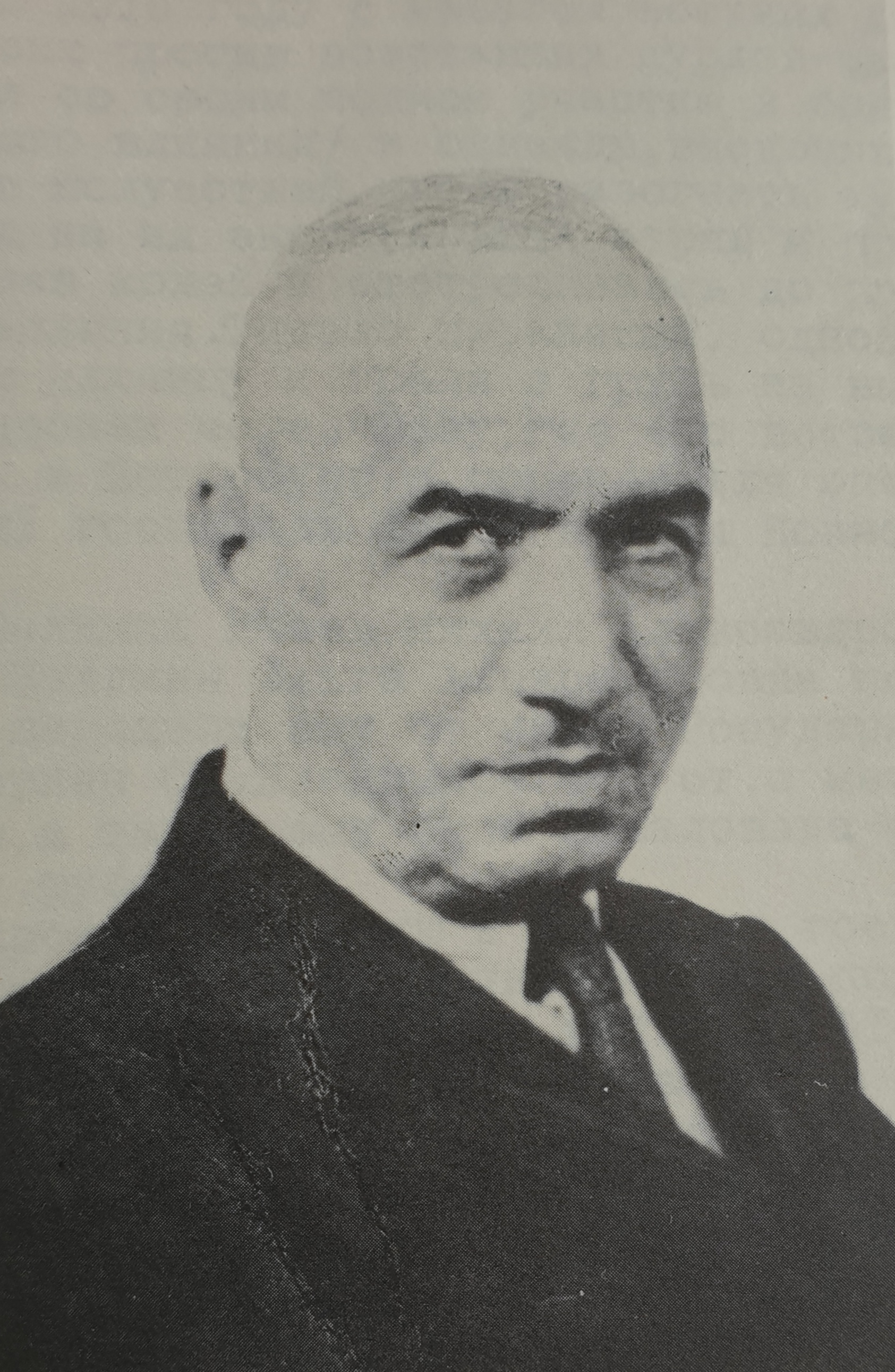
Lasar Bitscherachow

Lasar Fjodorowitsch Bitscherachow (russisch Лазарь Фёдорович Бичерахов, * 15. November 1882 in Sankt Petersburg; † 25. Juli 1952 in Dornstadt) war ein russischer Offizier.

## Biografie
Er absolvierte die Alexejew-Militärschule in Moskau. Von 1909 bis 1911 nahm er an der russischen Intervention in Persien während der Konstitutionellen Revolution teil.
Während des Ersten Weltkriegs führte er ab 1915 eine Abteilung des Terek-Kosakenheers in Persien. Nach der Auflösung der russischen Armee in Persien 1918 war Bitscherachows Abteilung die letzte, die an der persischen Front noch militärisch aktiv war. Im Juni 1918 schloss er ein Abkommen mit dem britischen General Lionel Dunsterville über gemeinsame Aktionen im Kaukasus und begab sich in die Region Baku in Aserbaidschan, wo er seine Absicht ankündigte, mit der Kommune von Baku zusammenzuarbeiten. Obwohl Bitscherachow gegen die Bolschewiki war, war er bereit, seine Feindschaft ihnen gegenüber zu unterdrücken, um gegen die Türken zu kämpfen. Er wurde Kommandeur des Baku-Verteidigungssektors.
Er wusste, dass er Baku gegen die muslimischen Truppen nicht verteidigen konnte und ordnete ohne Warnung am 30. Juli den Rückzug seiner Abteilung nach Dagestan an, wo er gegen die Bolschewiki kämpfte. Er besetzte am 12. August mit britischer Hilfe Derbent und später Port-Petrowsk kampflos. Bis September 1918 befehligte er die Truppen der Zentralkaspischen Diktatur und kämpfte später gegen die tschetschenisch-inguschetischen Formationen von Scheich Ali Mitajew.
Bitscherachow erkannte die Autorität der zur Weißen Bewegung gehörenden Provisorischen Allrussischen Regierung an und wurde von ihr zum Generalmajor befördert. Er wurde zum Befehlshaber der Truppen der westlichen kaspischen Küste ernannt und besetzte Naltschik und die Eisenbahnlinie Prochladny-Mosdok-Kisljar. Im November 1918 kehrte er nach Baku zurück, nachdem die Türken es verlassen hatten. Der britische General William Montgomery Thomson und Bitscherachow vertraten unterschiedliche Ansichten über Aserbaidschans Unabhängigkeit. Sobald sie die Stadt betraten, schenkten Bitscherachows Truppen der aserbaidschanischen Nationalregierung keine Beachtung und propagierten über ihren Zusammenbruch. Nach Bitscherachows Ankunft beschlossen die russischen Nationalräte in Baku, dass es keinen Staat Aserbaidschan, sondern nur Russland gebe. Sie forderten den Sturz der aserbaidschanischen Regierung und ihre Ersetzung durch ein zentralkaspisches Direktorat mit Bitscherachow an der Spitze.
Anfang 1919 ging er nach London, um mit der britischen Regierung über den Status seiner Abteilung zu verhandeln und wurde dort festgehalten. In seiner Abwesenheit wurde seine Abteilung von britischen Truppen aufgelöst. Er blieb im Exil in London und Paris. Während des Zweiten Weltkriegs zog er nach Deutschland und leitete die nordkaukasische Abteilung des Komitees zur Befreiung der Völker Rußlands. 1945 ergab er sich den US-amerikanischen Truppen und verbrachte zwei Jahre in einem US-amerikanischen Gefängnis.